# Hemicosaedro
Un hemicosaedro es un politopo abstracto regular, que contiene la mitad de las caras de un icosaedro regular.
Se puede realizar como un poliedro proyectivo (un teselado del plano proyectivo real mediante 10 triángulos), que se puede visualizar construyendo el plano proyectivo como un hemisferio en el que se conectan los puntos opuestos en el contorno, y dividiendo el hemisferio en tres partes iguales.

## Geometría
Posee 10 caras triangulares, 15 aristas y 6 vértices; y su característica de Euler es 1.
También está relacionado con un poliedro uniforme no convexo, el tetrahemihexaedro, que podría ser topológicamente idéntico al hemicosaedro si cada una de las 3 caras cuadradas se dividiera en dos triángulos.

## Gráficos
Se puede representar simétricamente en caras y vértices como un diagrama de Schlegel:
|                   |
| Centrado en caras |

## El gráfico completo K6
Posee los mismos vértices y aristas que el 5-símplex de 5 dimensiones, que tiene un gráfico completo de aristas, pero solo contiene la mitad de las 20 caras.
Desde el punto de vista de la teoría de grafos, es un embebido de {\displaystyle K_{6}} (el grafo completo con 6 vértices) en el plano proyectivo real. Con esta incrustación, su grafo dual es el grafo de Petersen.

El grafo completo K_{6} representa los 6 vértices y 15 aristas del hemicosaedro